# Zac Goldsmith

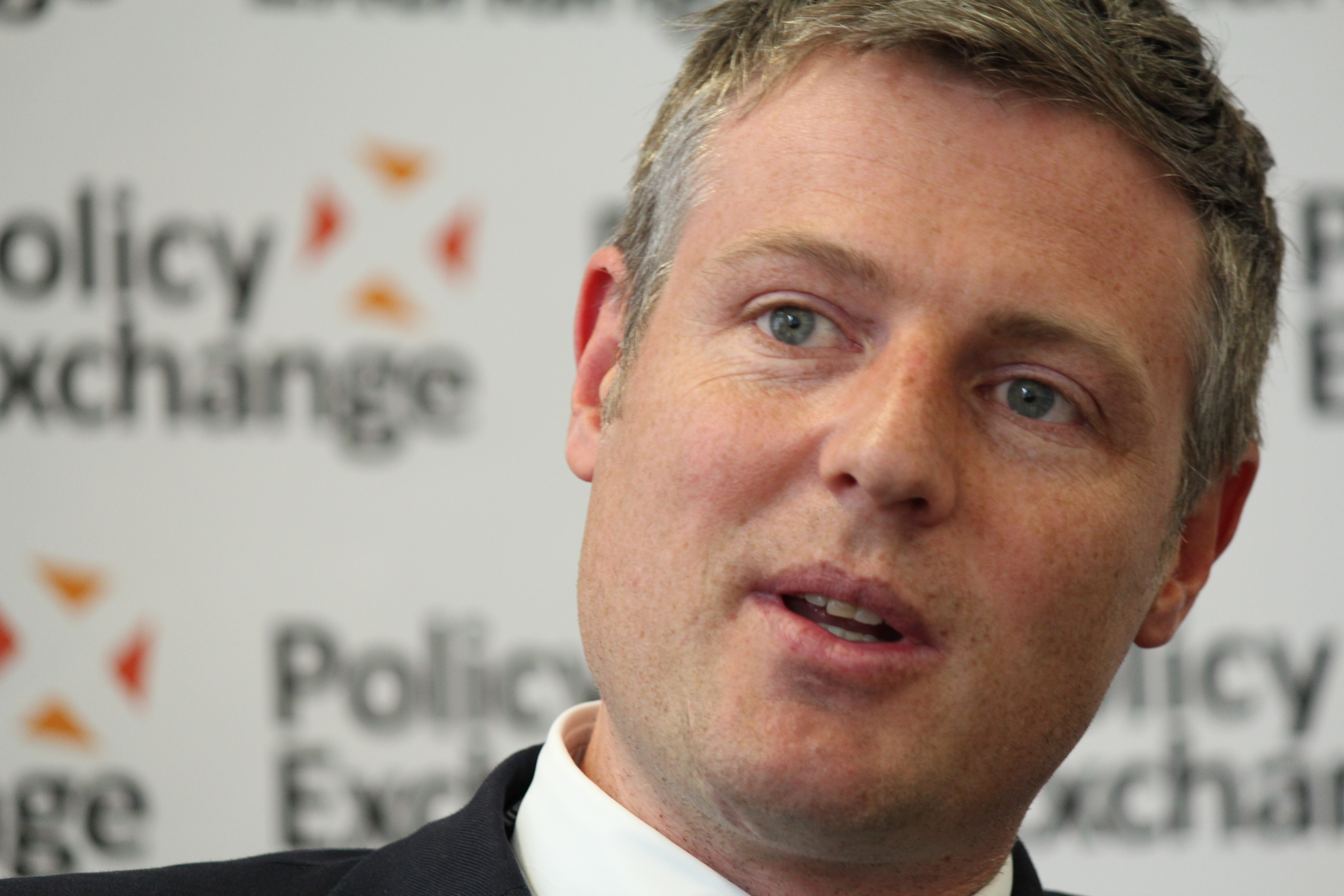
Zac Goldsmith (2013)

Frank Zacharias Robin „Zac“ Goldsmith, Baron Goldsmith of Richmond Park (* 20. Januar 1975 in Westminister, London) ist ein britischer Politiker der Conservative Party. Im Kabinett Boris Johnson II war er Staatsminister im Außenministerium und Staatsminister im Ministerium für Umwelt, Ernährung und ländlichen Raum.

## Familiärer Hintergrund und Privates
Zac Goldsmith entstammt der alten deutsch-jüdischen Familie Goldschmidt aus Frankfurt am Main. Er ist der Sohn des Milliardärs Sir James Goldsmith. Sein Vater James Goldsmith war ein sehr umstrittener Finanzinvestor, der seinen Reichtum mit riskanten Spekulationen erworben hatte. In den 1990er Jahren gründete er die Referendum Party, die die Abhaltung eines Referendums über den Austritt des Vereinigten Königreichs aus der Europäischen Union erzwingen wollte. Nach dem Tod James Goldsmiths im Jahr 1997 löste sich die Referendum Party wieder auf. Sein Sohn Zac besuchte verschiedene Privatschulen (wobei er des Eton College wegen Cannabis-Besitzes verwiesen wurde) und ging dann anschließend auf Weltreise, wobei er eine Zeitlang bei verschiedenen Umwelt-Denkfabriken mitarbeitete. In den folgenden Jahren betätigte er sich als Journalist und Buchautor. 1999 heiratete er Shehrazade Bentley, die Tochter eines Finanziers und Unternehmers. Aus der Ehe, die 2010 wieder geschieden wurde, gingen zwei Töchter und ein Sohn hervor. Nach der Scheidung heiratete er Alice Rothschild, eine Angehörige zum einen des Rothschild- und zum anderen des irischen Guinness-Familienclans.

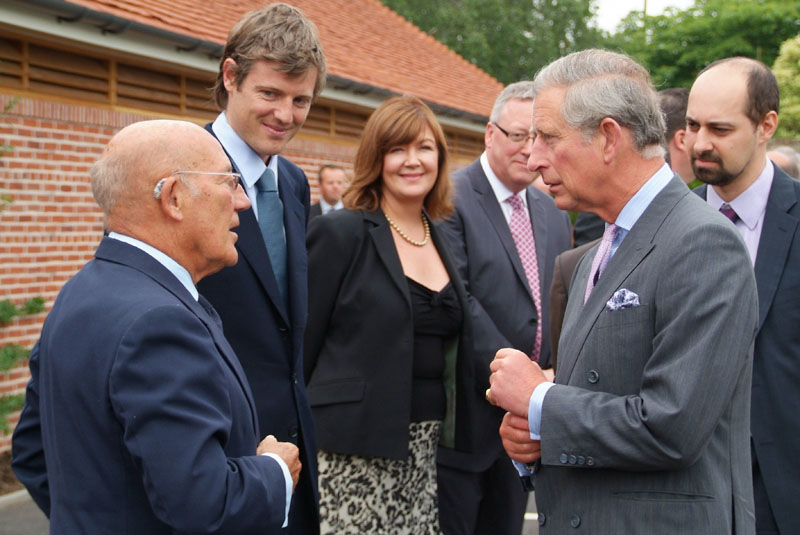
Stirling Moss, Goldsmith und Prinz Charles bei der Eröffnung der Revolve Eco-Rally, einer Veranstaltung mit emissionsarmen Fahrzeugen, am 3. Juni 2007.

Goldsmiths Vermögen wurde im Jahr 2009 auf 200 bis 300 Millionen Pfund Sterling geschätzt und sein Jahreseinkommen auf etwa 5 Millionen Pfund. Auf Kritik stieß der Umstand, dass er lange Zeit als non-domiciled UK resident galt, das heißt seinen Hauptwohnsitz nicht im Vereinigten Königreich hatte und damit sein Einkommen weitgehend steuerfrei beziehen konnte. Erhebliche Teile seines Einkommens spendete Goldsmith für Umweltprojekte, unter anderem gegen den Klimawandel. Eine andere Schätzung der Times im Jahr 2009 ging von einem geringeren Vermögen von „nur“ 75 Millionen Pfund aus, womit Goldsmith nach Richard Benyon der zweitreichste Abgeordnete im Unterhaus gewesen wäre.

## Politischer Werdegang
2010 errang Goldsmith einen Sitz als Abgeordneter für die Conservative Party im Wahlkreis Richmond Park und zog in das Unterhaus ein. Bei der Unterhauswahl 2015 wurde er im selben Wahlkreis wiedergewählt. Er gilt als Umweltschützer und Euroskeptiker. Zac Goldsmith sprach regelmäßig zu Verteidigungsfragen im Unterhaus. Er erklärte am 21. Februar 2016, bei dem anstehenden Referendum über den Verbleib des Vereinigten Königreichs in der Europäischen Union am 23. Juni 2016 für den EU-Austritt stimmen zu wollen.

### Kandidatur für den Bürgermeisterposten von London 2016
Im Oktober 2015 wurde Goldsmith bei einer Abstimmung, an der jeder teilnehmen konnte, der älter als 18 Jahre war, in London lebte und 1 Pfund bezahlte, zum Kandidaten der Konservativen für die Wahl zum Bürgermeister von London 2016 gewählt. Goldsmith erhielt 6.514 der 9.227 abgegebenen Stimmen, was einem Stimmanteil von 70,6 % entspricht. Während und nach der Wahlkampagne wurde Goldsmith von einigen beschuldigt, „anti-islamische“ oder „rassistische“ Sentiments gegen seinen Gegenkandidaten Sadiq Khan von der Labour Party bemüht zu haben, was von Goldsmith und seinen Unterstützern bestritten wurde. Bei der Wahl am 5. Mai 2016 unterlag Goldsmith gegen Khan mit 43 % gegen 57 % der Stimmen.

### Rücktritt als Abgeordneter und Nachwahl 2016
Am 25. Oktober 2016 erklärte Goldsmith seinen Rücktritt als Abgeordneter des Wahlkreises Richmond Park und kündigte an, bei der Nachwahl in seinem Wahlkreis als unabhängiger Kandidat antreten zu wollen. Grund seines Rücktritts war die Entscheidung der britischen Regierung, den Flughafen London Heathrow um eine dritte Start- und Landebahn zu erweitern. Goldsmith hatte sich zuvor wiederholt gegen derartige Pläne ausgesprochen. Die schiere Komplexität und rechtliche Schwierigkeiten machten es unwahrscheinlich, so Goldsmith, dass ein solches Projekt jemals realisiert werde, und die Regierung habe „die am meisten Verschmutzung verursachende, die am meisten Unruhe stiftende und die teuerste Option“ gewählt (“most polluting, most disruptive, most expensive option”). Goldsmith erklärte die anstehende Nachwahl zu einem „Referendum über die Heathrow-Erweiterung“. Goldsmith verlor am 2. Dezember 2016 die Wahl gegen Sarah Olney, die Kandidatin der Liberal Democrats, die 1800 Stimmen mehr als er bekam, was einer Wählerwanderung von 21,5 % entspricht. Die Liberal Democrats hatten ihren Wahlkampf vor allem mit dem Thema „Brexit und die Folgen“ bestritten, was von der Siegerin als ausschlaggebend für das Ergebnis bezeichnet wurde, da sie es als das Thema ansah, das die Menschen des Wahlkreises wirklich beschäftige.

### Weitere Entwicklung und Erhebung zum Life Peer
Bei der Unterhauswahl am 8. Juni 2017 konnte Goldsmith seinen ehemaligen Wahlkreis Richmond Park mit extrem knappem Ergebnis (28.588 gegen 28.543 Stimmen für Sarah Olney, d. h. 45 Stimmen Mehrheit) wieder zurückerobern. Bei der Unterhauswahl am 12. Dezember 2019 hingegen verlor er den Wahlkreis wieder an Olney.
Am 7. Januar 2020 wurde er als Baron Goldsmith of Richmond Park, of Richmond Park in the London Borough of Richmond upon Thames, zum Life Peer erhoben und ist dadurch seither Mitglied des House of Lords.